# Jorge Arancibia

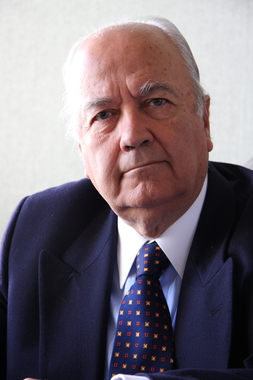
Jorge Arancibia (2009)

Jorge Patricio Arancibia Reyes (* 17. September 1939 in Santiago de Chile) ist ein ehemaliger Seeoffizier und Politiker der Unabhängigen Demokratischen Union UDI (Unión Demócrata Independiente), der als Admiral (Almirante) zwischen 1997 und 2001 Oberkommandierender der Marine (Armada de Chile) war. Er war von 2002 bis 2010 Mitglied des Senats (Senado de la República), der ersten Kammer des Nationalkongresses (Congreso Nacional), sowie zwischen 2011 und 2013 Botschafter in der Türkei. 2021 war er zudem Mitglied der Verfassunggebenden Versammlung Chiles (Convención Constitutional).

## Leben

### Seeoffizier, Admiral und Oberkommandierender der Marine
Jorge Patricio Arancibia Reyes ist der Sohn von Pedro Oscar Arancibia Arancibia, der als Offizier im Regimiento Maipo diente, und von Olga Reyes Lanyon. Er besuchte das von Maristen betriebene Instituto Alonso de Ercilla in Santiago de Chile und begann 1955 als Seekadett eine seemännische Ausbildung an der Marineschule (Escuela Naval Arturo Prat), die er im Dezember 1960 als Offiziersanwärter (Guardiamarina) beendete. Er wurde 1961 zum Leutnant zur See (Subteniente) und 1964 zum Oberleutnant zur See (Teniente segundo) befördert und schloss ein Studium im Fach Marine- und Meereswissenschaften mit Schwerpunkt Geopolitik ab. Er war von 1964 bis 1965 Instrukteur der Offiziersanwärter und absolvierte eine Fortbildung zum Waffeningenieur für Torpedos, U-Boot-Abwehrwaffen und Minen im Vereinigten Königreich sowie als Stabsoffizier in Chile und Spanien, wobei er 1969 zum Kapitänleutnant (Teniente primero). Er war zwischen 1970 und 1971 Instrukteur an der Marineschule sowie Studienleiter des Lehrgangs der Offiziersanwärter und von 1974 bis 1975 Vize-Direktor der Schule für Decksjungen (Escuela de Grumetes). Nach seiner Beförderung zum Korvettenkapitän (Capitán de Corbeta) war er als Professor für Taktik an der Seekriegsakademie (Academia de Guerra Naval), Erster Offizier der „IST Águila“ und des Zerstörers Orella, ehe er 1976 Kommandant des Patrouillenbootes Lautaro wurde.
Nach seiner Beförderung zum Fregattenkapitän (Capitán de Fragata) am 2. Januar 1980 wurde Arancibia Marineadjutant von General Augusto Pinochet Ugarte und bekleidete diese Funktion bis 1982. Anschließend wurde er 1983 Kommandant des Zerstörers Ministro Zenteno und fungierte zwischen 1984 und 1985 als Marineattaché an der Botschaft in Argentinien. Nach seiner Rückkehr wurde er zum Kapitän zur See (Capitán de Navío) befördert und war zwischen 1985 und 1987 zunächst stellvertretender Leiter der Generaldirektion Marinedienste (Dirección General de Servicios de la Armada) und Leiter der dortigen allgemeinen Logistikabteilung sowie im Anschluss von 1987 bis 1989 Kommandant des Zerstörers Almirante Cochrane, der mit einem Westland Wessex-Transporthubschrauber ausgestattet war.
Nach seiner Beförderung zum Konteradmiral (Contraalmirante) 1989 wurde Jorge Arancibia Vize-Chef des Generalstabes der Marine und war daraufhin zwischen 1990 und 1992 Chef des Generalstabes der Marine (Jefe del Estado Mayor General de la Armada). 1992 wurde er Kommandant der Ersten Marinezone (Primera Zona Naval) in Valparaíso, in der sich auch das Hauptquartier der Marine befindet und war nach seiner Beförderung zum Vizeadmiral (Vicealmirante) von 1993 bis 1995 Chef des Generalstabes der Streitkräfte Chiles (Jefe del Estado Mayor de la Defensa Nacional) und war in dieser Funktion enger Mitarbeiter der damaligen Verteidigungsminister Patricio Rojas (1990 bis 1994) und Edmundo Pérez Yoma (1994 bis 1998).
Er war im Anschluss von 1995 bis 1996 Oberkommandierender der Flotte (Escuadra Nacional) und zwischen 1996 und 1997 Leiter der Generaldirektion Personal der Marine (Dirección General del Personal de la Armada), ehe er 1997 abermals Chef des Generalstabes der Marine war. Während der Amtszeit von Staatspräsident Eduardo Frei Ruiz-Tagle wurde er am 14. November 1997 zum Admiral (Almirante) befördert und löste zugleich Admiral Jorge Martínez Busch als Oberkommandierender der Marine (Armada de Chile). Er verblieb auf diesem Posten bis zu seinem freiwilligen Rücktritt am 18. Juni 2001, woraufhin Admiral Miguel Ángel Vergara Villalobos seine Nachfolge antrat. Als Oberkommandierender der Marine gehörte er abermals zum engsten Mitarbeiterstab der damaligen Verteidigungsminister Edmundo Pérez Yoma (1997 bis 1998, 1999 bis 2000), Raúl Troncoso (1998), José Florencio Guzmán Correa (1998 bis 1999) und schließlich Mario Fernández Baeza (2000 bis 2001).

### Senator und Mitglied der Verfassunggebenden Versammlung Chiles
Bei der Parlamentswahl am 16. Dezember 2001 wurde Jorge Arancibia als Kandidat der Unabhängigen Demokratischen Union UDI (Unión Demócrata Independiente) im Wahlkreis 6ª Circunscripción Costa als Nachfolger von Beltrán Urenda zum Mitglied des Senats (Senado de la República) gewählt, der ersten Kammer des Nationalkongresses (Congreso Nacional). Er gehörte dem Senat für eine achtjährige Amtszeit vom 11. März 2002 bis zum 11. März 2010 an, woraufhin Francisco Chahuán neuer Senator wurde. Während dieser Zeit wurde er im März 2002 Präsident der UDI in der Región de Valparaíso und fungierte zudem bis Juni 2006 als Vorsitzender der UDI-Fraktion im Senat.
Am 1. September 2011 ernannte Staatspräsident Sebastián Piñera Echenique Arancibia als Nachfolger von Luis Palma zum Botschafter in der Türkei und verblieb auf diesem diplomatischen Posten in Ankara bis zu seiner Ablösung durch Fernando Varela Palma am 9. September 2013. Als Parteiloser wurde er schließlich auf der Liste des Wahlbündnisses Chile Vamos mit Unterstützung der UDI bei den Wahlen am 15. und 16. Mai 2021 zum Mitglied der Verfassunggebenden Versammlung Chiles (Convención Constitutional) gewählt und gehörte dieser für den Wahlbezirk 7° Distrito Región de Valparaíso vom 4. Juli 2021 bis zum 4. Juli 2022 an.
Aus seiner Ehe mit Mónica Salomón Bongardt gingen drei Kinder hervor.